# 何文信
何文信（1328年—1387年），字孟誠，福建省福州府閩縣人，寓居紹興府。明初政治人物。

## 生平
太祖洪武三年（1371年），明代首次開科取士，何文信考中浙江鄉試第一名舉人，次年又聯捷辛亥科三甲進士。授大名府南樂縣丞。曾任四川漢州知州，頗有政聲。官至福建參政，分守漳州。

## 參看
- 明朝解元列表